# Società Sportiva Chieti 1974-1975
Questa voce raccoglie le informazioni riguardanti la Società Sportiva Chieti nelle competizioni ufficiali della stagione 1974-1975.

## Rosa
| N. |                   | Ruolo | Calciatore          |
| -- | ----------------- | ----- | ------------------- |
|    | Italia (bandiera) | C     | Stefano Anelli      |
|    | Italia (bandiera) | C     | Marco Azzoni        |
|    | Italia (bandiera) | A     | Walter Berardi      |
|    | Italia (bandiera) | C     | Gabriele Bolognesi  |
|    | Italia (bandiera) | A     | Bruno Buscaglia     |
|    | Italia (bandiera) | P     | Gabriele Cantagallo |
|    | Italia (bandiera) | D     | Franco Cariolato    |
|    | Italia (bandiera) | D     | Giuseppe Cerone     |
|    | Italia (bandiera) | D     | Fulvio Fellet       |
|    | Italia (bandiera) | C     | Giorgio Fossa       |
|    | Italia (bandiera) | A     | Andrea Fruggeri     |
|    | Italia (bandiera) | D     | Walter Grezzani     |

| N. |                   | Ruolo | Calciatore       |
| -- | ----------------- | ----- | ---------------- |
|    | Italia (bandiera) | D     | Carlo Guasti     |
|    | Italia (bandiera) |       | Levantacci       |
|    | Italia (bandiera) | P     | Felice Liberati  |
|    | Italia (bandiera) | C     | Luciano Mircoli  |
|    | Italia (bandiera) | D     | Paolo Monico     |
|    | Italia (bandiera) | P     | Ermes Paterlini  |
|    | Italia (bandiera) | P     | Gino Rulli       |
|    | Italia (bandiera) |       | Savini           |
|    | Italia (bandiera) | C     | Ferdinando Sena  |
|    | Italia (bandiera) | A     | Gaspare Umile    |
|    | Italia (bandiera) | C     | Giovanni Zanotti |